# Cristais
Cristais est une municipalité brésilienne de l'État du Minas Gerais et la microrégion de Campo Belo.